# 2777 Шукшин
2777 Шукшин (2777 Shukshin) — астероїд головного поясу, відкритий 24 вересня 1979 року.
Тіссеранів параметр щодо Юпітера — 3,535.
Названо на честь російського письменника, кінорежисера і актора В. М. Шукшина (1929—1974).